# Цисова (Любуське воєводство)
Цисова (пол. Cisowa, нім. Zeisdorf) — село в Польщі, у гміні Ліпінки-Лужицькі Жарського повіту Любуського воєводства.
Населення — 61 особа (2011).
У 1975-1998 роках село належало до Зеленогурського воєводства.

## Демографія
Демографічна структура станом на 31 березня 2011 року:
|          | Загалом | Допрацездатний вік | Працездатний вік | Постпрацездатний вік |
| -------- | ------- | ------------------ | ---------------- | -------------------- |
| Чоловіки | 30      | 5                  | 19               | 6                    |
| Жінки    | 31      | 6                  | 18               | 7                    |
| Разом    | 61      | 11                 | 37               | 13                   |